# Lana
Lana je  žensko osebno ime.

## Pogostost imena
Po podatkih Statističnega urada Republike Slovenije je bilo na dan 31. decembra 2007 v Sloveniji število ženskih oseb z imenom Lana: 1795. Med vsemi ženskimi imeni pa je ime Lana po pogostosti uporabe uvrščeno na 136. mesto.

## Osebni praznik
Osebe z imenom Lana lahko praznujejo god takrat kot osebe z imeni, iz katerih ime Lana domnevno izhaja.

## Znane osebe
Lana Trotovšek (slovenska violinistka), Lana Turner (ameriška igralka)
Lana Jurčević  (hrvaška pevka), Lana Kligor (bivša pevka pri hrvaški skupini ET)
Lana Božulić   (hrvaška novinarka)